# Leah Williamson
Leah Williamson, OBE, född den 29 mars 1997 i Milton Keynes, är en engelsk fotbollsspelare (försvarare/mittfältare) som representerar Arsenal och det engelska landslaget. Williamson har spelat för England i VM i Frankrike år 2019 och i EM på hemmaplan i England år 2022.